# Ambrief
Ambrief település Franciaországban, Aisne megyében. Lakosainak száma 81 fő (2022. január 1.). Ambrief Acy, Chacrise és Rozières-sur-Crise községekkel határos.

## Népesség
A település népességének változása:
| Lakosok száma | 119  | 87   | 91   | 65   | 63   | 72   | 70   | 71   | 73   | 81   |
|               | 1968 | 1982 | 1990 | 2006 | 2011 | 2016 | 2017 | 2019 | 2020 | 2022 |